# Scooby Doo and Scrappy Doo (animirani serijal 1979.)
Scooby Doo and Scrappy Doo američki je animirani serijal, četvrti iz serije Scooby Doo, stvoren u studiju Hanna-Barbera i premijerno prikazivan na televizijskoj postaji ABC od 22. rujna 1979. do 5. siječnja 1980. Uključuje 16 epizoda (1 sezona).
U ovom se serijalu prvi put pojavljuje Scrappy Doo, Scoobyjev nećak. Škvadra sada broji šest članova. I dalje svi zajedno rješavaju zagonetke s tim da se više pažnje pridaje Scoobyju, Scrappyju i Shaggyju, dok Fred, Velma i Daphne padaju u drugi plan. Uvod je to u kasnije serijale osamdesetih godina u kojima je Scrappy jedan od glavnih likova.
Scrappyjev lik stvoren je jer je seriji bila potrebna promjena, tj. kako bi ju spasio. Naime, postalo je jasno da je klasična Scooby Doo formula istrošena, a ABC je zaprijetio ukidanjem serije zbog sve manje gledanosti.

## Glasovi
- Don Messick kao Scooby Doo
- Lennie Weinrib kao Scrappy Doo
- Casey Kasem kao Shaggy Rogers
- Frank Welker kao Fred Jones
- Pat Stevens (1. – 11. epizoda) i Marla Frumkin (12. – 15. epizoda) kao Velma Dinkley
- Heather North kao Daphne Blake

## Popis epizoda
| Broj | Naziv                                  | Zločinac                               |
| ---- | -------------------------------------- | -------------------------------------- |
| 01   | The Scarab Lives!                      | The Blue Scarab (superjunak iz stripa) |
| 02   | The Night Ghoul of Wonderworld         | Noćni zloduh staroga Londona           |
| 03   | Strange Encounters of a Scooby Kind    | Izvanzemaljac                          |
| 04   | The Neon Phantom of the Roller Disco!  | Neonski fantom                         |
| 05   | Shiver and Shake, That Demon's a Snake | Demon zmija                            |
| 06   | The Scary Sky Skeleton                 | Leteći kostur                          |
| 07   | The Demon of the Dugout                | Japanski zmaj                          |
| 08   | The Hairy Scare of the Devil Bear      | Demon medvjed                          |
| 09   | Twenty Thousand Screams Under the Sea  | Morska zvijer                          |
| 10   | I Left My Neck in San Francisco        | Vampirica                              |
| 11   | When You Wish Upon a Star Creature     | Zvjezdani stvor                        |
| 12   | The Ghoul, the Bat and the Ugly        | Gospodar sjene                         |
| 13   | Rocky Mountain Yiiiii!                 | Duh Jeremiaha Pratta                   |
| 14   | The Sorcerer's a Menace                | Čarobnjakov duh                        |
| 15   | Lock the Door, It's a Minotaur!        | Minotaur                               |
| 16   | The Ransom of Scooby Chief             | Otmičari                               |